# Гижицкий, Варфоломей Каэтанович
Варфоломей Гижицкий (пол. Bartłomiej Giżycki; ок. 1775 — 25 апреля 1827) — волынский землевладелец, польский военачальник на русской службе, генерал-майор. В 1816—24 годах — волынский губернатор (в чине действительного статского советника).

## Биография
Потомок старинного польского дворянского рода (герба Гоздава), сын хорунжего Житомирского, а потом Киевского, Каэтана († 1785 г.) от брака с Екатериной Раковской. Образование получил в варшавском конвикте пиаров (по формуляру он «по-польски, российски, французски, немецки и латыни читать и писать, геометрии, математике и инженерных правил знает»).
По польским источникам, он в чине ротмистра народной кавалерии участвовал в 1792 г. в военных действиях в защиту конституции 3 мая под начальством Иосифа Понятовского и за отличие произведён в полковники, по присоединении же короля Станислава Августа к Тарговицкой конфедерации удалился в своё имение на Волынь.
Здесь у него произошло столкновение с приходским священником. Чтобы замять это дело, ему пришлось отправиться в Петербург, а затем он поступил на русскую военную службу подполковником (по формуляру он принят в русскую службу из «преждебывших» польских войск 28 июня 1791 г.) в Конно-гренадерский полк.
21 ноября 1797 г. Гижицкий произведён в полковники и назначен командиром гусарского Боура (Павлоградского) полка, стоявшего в Грузии. Оттуда он вывел этот полк на Кавказскую линию. 9 сентября 1798 г. произведён в генерал-майоры с оставлением в должности. В 1799 г. Гижицкий послан был по Высочайшему повелению инспектировать кавалерийские полки, а после командовал бригадой, но вскоре чем-то навлек на себя гнев Павла І и в ноябре того же года отставлен от службы.
Через год, 8 декабря 1800 г., он снова принят на службу с зачислением по армии и 18 ноября 1804 г. назначен шефом Харьковского драгунского полка. В 1805 г. Гижицкий со своим полком принимал участие в войне с Наполеоном. При Аустерлице он командовал бригадой и был ранен. За отличие в этом сражении Гижицкий был награждён орденом св. Владимира 3 ст. Во время обратного похода он командовал кавалерийской колонной. В 1806 г. Гижицкий, оставаясь шефом полка, получил в командование бригаду из полков Харьковского и Черниговского драгунских и Ахтырского гусарского.
Когда началась вторая война с Наполеоном и манифестом от 30 ноября 1806 г. объявлено о сборе земского ополчения, Гижицкий снарядил на свой счёт 12 конных милиционеров, несмотря на то, что действие манифеста не распространялось на Волынь, где находилось его имение, и просил позволения зачислить их в свой полк, на что последовало Высочайшее разрешение.
Гижицкий командовал передовыми отрядами корпуса генерал-лейтенанта Эссена 1-го С 30 декабря 1806 г. по 4 февраля 1807 г. Самым крупным делом за это время было истребление его отрядом двух неприятельских эскадронов в ночь на 9 января при Шумове. Вообще начальник дивизии с большой похвалой отзывался о действиях Гижицкого во время командования им передовыми отрядами.
С польского театра войны он был потом временно командирован в Молдавскую армию для командования Кинбурнским драгунским полком. 17 февраля 1808 г. Гижицкий был уволен от службы с мундиром. В течение четырёхлетнего командования полком он довёл его до отличного состояния, и все высшие начальники после смотров давали о нём самые лестные отзывы. К офицерам относился Гижицкий прекрасно и заботился о них, но в 1805 г. во время отступления у него произошло столкновение с адъютантом Джелелевым. Очень вспыльчивый и горячий, он ударил адъютанта палашом и ранил. Произведённое по этому поводу следствие доказало неумышленность поступка Гижицкого.
18 января 1814 г. Гижицкий был выбран волынским губернским предводителем дворянства (маршалом), а 30 августа того же года снова принят на службу с зачислением по кавалерии. На Волыни в это время происходила сильная борьба польских помещиков с русской администрацией, во главе которой стоял управлявший губернией сенатор Комбурлей. Гижицкий стал во главе польской партии и добился сначала сенаторской ревизии, результатом которой было увольнение Комбурлея, но и к самому Гижицкому был предъявлен ряд обвинений, так что в 1815 г. он был устранён от должности.
Борьба дворянства с администрацией изображена в современном памфлете — письмах, напечатанных в «Киевской Старине» 1883 г. Автор памфлета говорил про Гижицкого, что он был удален за польский образ мыслей. После увольнения Комбурлея, 9 марта 1816 года Гижицкий был назначен Волынским гражданским губернатором, с переименованием в действительные статские советники. Вскоре после назначения у него произошла дуэль с будущим декабристом князем С. Г. Волконским, потребовавшим отмены одного распоряжения губернатора (последний приказал выселить из квартиры офицера и отвести её одному из польских помещиков, собравшихся в Житомире по случаю Высочайшего приезда).
Противники обменялись безрезультатно выстрелами. Гижицкий, стоявший в бытность предводителем во главе польского дворянства, сам стал вести с ним борьбу, сделавшись губернатором. У него начались столкновения с губернским маршалом графом Ледоховским. Между прочим губернатор выселил последнего из его дома, отведенного под квартиру корпусного командира. Министр внутренних дел признал его действия несообразными с постановлениями, а Комитет министров положил поступок губернатора предоставить рассмотрению Сената в 1822 году.
Ссорился Гижицкий и с начальником таможенного округа гр. Булгари. Назначены были одна за другой две ревизии: главнокомандующего армией и сенатора Баранова. 15 марта 1825 г. Гижицкий был удален от должности постановлением Комитета министров за неспособность и бездействие власти. Во время службы в Житомире он содействовал возведению стен Бернардинского монастыря и устройству дома сестер милосердия. Постоянные неприятности и огорчения расстроили окончательно здоровье Гижицкого. Скончался 25 апреля 1827 года в своем имение Молочек.

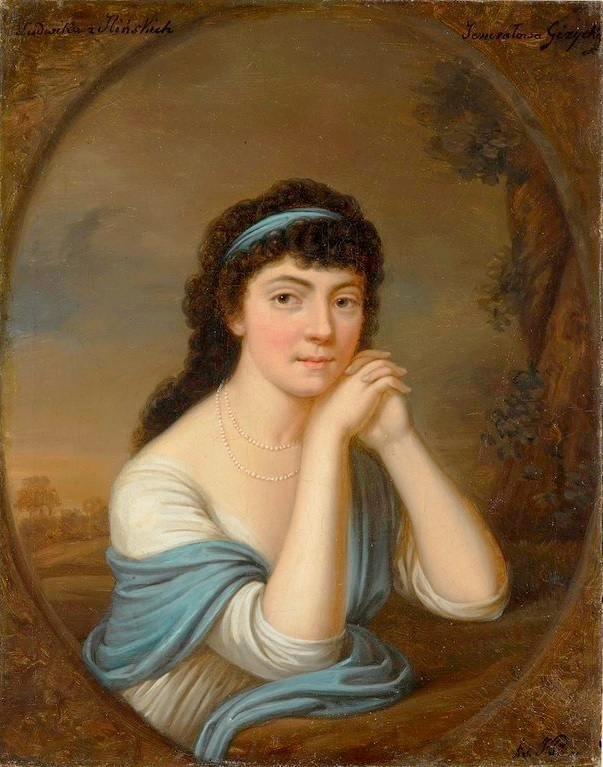
Людвика Гижицкая, жена

## Семья
Жена — графиня Людвика Илинская, сестра сенатора Августа Илинского. По отзыву современника, генеральша Гижицкая была до чрезвычайности горда и требовала от всех безграничного уважения как к своему роду и положению, так и благоволения и удивления к своей красоте. Каждого, не понравившегося ей в чем-нибудь, она стремилась унизить и уничтожить; она делалась его неумолимым врагом и побуждала мужа мстить за себя. Обхождение её никого не могло привлечь и доставляло много затруднения и огорчения её мужу. Дамы бывали у неё очень редко. Приехавшие иногда ожидали выхода хозяйки долго, и уезжали оскорбленные её сарказмом. Их мужья делалась потом врагами Гижицкого. После смерти мужа она провела остаток своей жизни за границей, так как на родине для неё не было соответствующего общества, и умерла в Вене. Дочь Катажина (1790) был замужем за Жеромом Готье.

## Источник текста
- Чулков Н. П. Гижицкий, Варфоломей Каетанович // Русский биографический словарь : в 25 томах. — СПб.—М., 1896—1918.